# Bludenz (distrito)
Bludenz é um distrito da Áustria no estado de Vorarlberg.

## Cidades e Municípios
Bludenz possui 29 municípios, um com estatudo de cidade (Stadtgemeinde) e dois com estatuto de mercado (Marktgemeinde) (populações em 30/6/2010):
| Cidade: - Bludenz (13.825) Mercados: - Nenzing (6030) - Schruns (3690) | Municípios: - Bartholomäberg (2287) - Blons (322) - Bludesch (2291) - Brand (670) - Bürs (3121) - Bürserberg (535) - Dalaas (1507) - Fontanella (436) - Gaschurn (1538) - Innerbraz (964) - Klösterle (709) - Lech am Arlberg (1635) - Lorüns (278) | - Ludesch (3286) - Nüziders (4866) - Raggal (835) - Sankt Anton im Montafon (712) - Sankt Gallenkirch (2206) - Sankt Gerold (373) - Silbertal (859) - Sonntag (689) - Stallehr (273) - Thüringen (2172) - Thüringerberg (686) - Tschagguns (2223) - Vandans (2616) |